# 革命21
革命21（かくめい21）は、2008年に結成された、日本の政治団体。前身は「共産主義協議会・未来」（コム・未来）。機関紙はコモンズ。

## 名称
新党準備会のため『「革命21」（準）』との標記もされる。

## 概要
革命21は2008年に新党準備会として結成された。前身は1999年結成の「共産主義協議会・未来」（コム・未来）。準備会段階では代表はおかず、事務局長は生田あい、準備会本部は大阪、準備会全国機関紙は「コモンズ」（当面月刊）。
「革命21」は「新しいタイプの「運動型組織」」、「コモンズ」は「団体から独立した共有の情報紙」への試みと主張している。

## 主張
2008年6月10日の『コモンズ』創刊号の見出しは「運動型新党「革命21」（準）スタート! 呼びかけ 日本を変えよう! 世界を変えよう! 私たちを変えよう! 」で、以下を主張した。
- 「貧苦の只中にある労働者民衆の自己解放と社会変革をめざし、新しい全国的解放組織「革命21」の創成に挑戦すべく、ここに、本格的準備に入ることを公表」
- 「資本主義の危機は、資本主義が資本主義をやめる以外に解決しようのない根本矛盾の現れにほかなりません」
- 「わたしたちは、労働者運動、大衆闘争の政治的発展のために闘い、あらゆる搾取と抑圧、貧困と格差の元凶である資本主義を根本から変革し、当面、《日本列島弧に自治・共和・協同のもう一つの日本》の実現をもって日本から東アジア - 世界へ、労働者の自己解放と全ての人々の人間解放を求めて闘う「革命集団」をめざします。」
- 「20世紀の既成政党・政治組織そのものが、「20世紀社会主義の挫折」とともに、もはや今日の時代においては、破綻しています」
- 「わたしたちは、「運動型新党の形成」に果敢に挑戦します。それは、「協同組合型社会（アソシエーション）」の実現に向かう「21世紀社会主義革命」（アソシエーション革命）への挑戦が、それにふさわしい「21世紀の新しい型の党」を必要としているからです。」

2018年1月の年頭主張では以下を主張した。
- 「沖縄と結び九条世界化・日米安保破棄こそ進むべき道！ 対米従属の「この国のかたち」を変えるとき」
- 「もう一つの「日本列島弧自治共和連邦」構想を」
- 「普天間基地即時閉鎖・辺野古新基地建設反対・米海兵隊の撤退を求める闘いの発展を通じて、日米安保条約を破棄」「東アジアの民衆と平和に生きる「日本列島弧自治・共和・連邦」(仮称)への構想」